# Ari Vallin

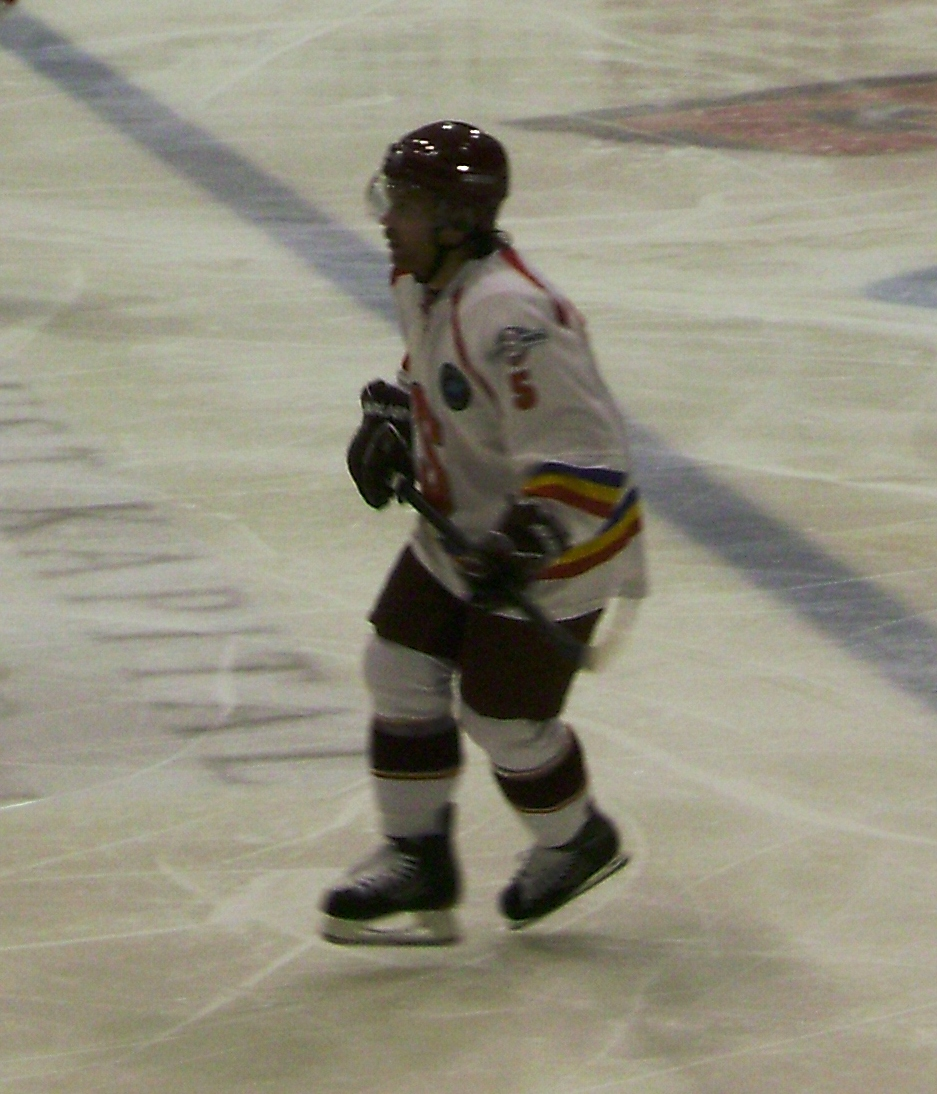
Ari Vallin under en European Trophy-match med HC Sparta Praha mot KalPa i Kuopio i augusti 2012.

Ari Vallin, född 21 mars 1978 i Ylöjärvi, är en finländsk före detta ishockeyspelare. Vallin har blivit finsk mästare sammanlagt tre gånger, och var 2004 den som avgjorde finalserien för sin dåvarande klubb Kärpät. 
I Sverige har han representerat SHL-klubbarna Frölunda HC samt Färjestad BK där han blev svensk mästare säsongen 2008/09. 
Han avslutade sin aktiva karriär efter säsongen 2015/2016 för KooKoo i FM-ligan. 

## Klubbar
- Tappara 1996–1998, 1999–2000
- HPK 1998–1999, 2000–2001
- Jokerit 2001–2003
- Kärpät 2003–2006, 2013–2015
- Rochester Americans 2006
- Frölunda HC 2006–2007
- Lokomotiv Jaroslavl 2007–2008
- Färjestad BK 2008–2010, 2013
- Helsingfors IFK 2010–2011
- Esbo Blues 2011–2012
- HC Sparta Praha 2012–2013
- KooKoo 2015–2016